# Lenka Klicperová
Lenka Klicperová (* 8. listopadu 1976 Pardubice) je česká novinářka, dokumentaristka a fotografka, bývalá šéfredaktorka časopisu Lidé a Země a válečná reportérka.

## Život
Začínala jako zpravodajka, od roku 2004 do roku 2018 byla šéfredaktorkou časopisu Lidé a Země. Publikuje také v dalších médiích. V roce 2008 s Olgou Šilhovou založila občanské sdružení Femisphera. Jeho cílem je dokumentování třetího světa se zaměřením na ženská témata, k nimž patří například ženská obřízka, sexuální násilí nebo nerovnost pohlaví.
Hodně se těmto tématům věnovala v řadě afrických zemí, pracovala ale i v Afghánistánu, od roku 2011 navštěvuje Irák a Sýrii.
Spolu s Markétou Kutilovou vydaly v roce 2015 knihu Islámskému státu na dostřel a poté její volné pokračování. Z výtěžku knih a sbírky SOS Kobani financují pomoc pro severosyrské město Kobani, které se stalo symbolem boje proti Islámskému státu. Nechaly např. vyrobit tři sta školních lavic, do několika škol koupily počítač a tiskárnu, do místní nemocnice léky.
Spolupracuje s časopisem Reflex a pořadem Reportéři ČT. K září 2020 pracuje jako reportérka na volné noze ve válečných oblastech. Během koronavirové krize dokumentovala práci lékařů v tzv. „v první linii”.

## Ocenění
- Čtyři ocenění Czech Press Photo za fotografie i videa
- V roce 2018 byla zařazena českou verzí časopisu Forbes na seznam inspirativních osobností roku.[6]

## Dílo
Je spoluautorkou několika dokumentů (Slzy Konga, Latim – Obřezané, Iráčanky, Ženy v zemi Tálibánu) a řady televizních reportáží.

### Knihy
- Lenka Klicperová: Železniční pluk v Pardubicích, jeho vznik a osobnost plukovníka Ing. Josefa Klicpery; Klub přátel Pardubicka 2003
- Lenka Klicperová, Václav Šilha a Olga Šilhová: Afrika v nás; Mladá fronta 2010, ISBN 978-80-204-2116-6
- Lenka Klicperová, Václav Šilha a Olga Šilhová: Afrika v nás II, Mladá fronta 2013, ISBN 978-80-204-3090-8
- Lenka Klicperová a Markéta Kutilová: Islámskému státu na dostřel, Mladá fronta 2015, ISBN 978-80-204-3965-9
- Lenka Klicperová a Markéta Kutilová: Islámskému státu na dostřel II, Mladá fronta 2016, ISBN 978-80-204-4173-7